# Punyals per l'esquena
Punyals per l'esquena (originalment en anglès, Knives Out) és una pel·lícula estatunidenca d'humor negre i misteri de 2019 escrita, produïda, i dirigida per Rian Johnson. Descrita com una actualització del gènere policíac, la pel·lícula tracta d'una reunió familiar que acaba molt malament; el patriarca de la família ha aparegut mort i un detectiu de la policia acudeix a investigar el cas. L'elenc de la pel·lícula està compost per Daniel Craig, Chris Evans, Ana de Armas, Jamie Lee Curtis, Michael Shannon, Don Johnson, Toni Collette, Lakeith Stanfield, Katherine Langford, Jaeden Martell, i Christopher Plummer. Ha estat doblada i subtitulada al català.
Es va preestrenar al Festival Internacional de Cinema de Toronto el 7 de setembre de 2019 i es va estrenar als Estats Units el 27 de novembre de 2019, de la mà de Lionsgate. El film va comptar un pressupost de 40 milions de dòlars.

## Argument
El novel·lista ric, Harlan Thrombey, convida la seua extensa família disfuncional a la seua remota mansió en el seu 85é aniversari, amb l'esperança de reunir-los a tots. No obstant, l'endemà de la festa d'aniversari, Harlan és trobat mort i el detectiu experimentat Benoit Blanc és cridat perquè investigui el cas. Ben prompte, tots els membres de la família es converteixen en sospitosos. La infermera, Marta, es pensa que l'ha matat amb morfina sense voler i mira d'amagar el crim perquè no deportin sa mare, però al final es descobreix que el culpable real era el net del finat, a qui havia desheretat.

## Repartiment
| Personatge                | Intèrpret           | Doblatge en català  |
| ------------------------- | ------------------- | ------------------- |
| Benoit Blanc              | Daniel Craig        | Jordi Boixaderas    |
| Ransom Drysdale-Thrombey  | Chris Evans         | Raul Llorens        |
| Marta Cabrera             | Ana de Armas        | Maribel Pomas       |
| Linda Drysdale-Thrombey   | Jamie Lee Curtis    | Teresa Manresa      |
| Walter "Walt" Thrombey    | Michael Shannon     | Juan Antonio Bernal |
| Richard Drysdale-Thrombey | Don Johnson         | Joan Carles Gustems |
| Joni Thrombey             | Toni Collette       | Alicia Laorden      |
| Tinent Elliot             | Lakeith Stanfield   | David Jenner        |
| Meg Thrombey              | Katherine Langford  | Geni Rey            |
| Jacob Thrombey            | Jaeden Martell      | Carles Lladó        |
| Harlan Thrombey           | Christopher Plummer | Domènec Farell      |
| Trooper Wagner            | Noah Segan          | Daniel Albiac       |
| Fran                      | Edi Patterson       | Maria Josep Guasch  |
| Donna Thrombey            | Riki Lindhome       | Elisa Beuter        |
| Gran Nana Thrombey        | K Callan            |                     |
| Policia                   | Raúl Castillo       |                     |
| Alan Stevens              | Frank Oz            | Aleix Estadella     |
| Sr. Proofroc              | M. Emmet Walsh      |                     |
| Alice Cabrera             | Shyrley Rodriguez   | Ainhoa Maiquez      |

## Producció
El rodatge va tenir lloc en diverses localitzacions dins de l'estat de Massachusetts, Estats Units. Alguns dels interiors de la mansió Thrombey van ser filmats a la mansió Ames a Easton, Massachusetts. L'exterior de la casa era una mansió neogòtica construïda en la dècada de 1890. Es troba fora de Boston, però la ubicació exacta contractualment no pot ser revelada per la producció.

### Disseny
El decorador de conjunts David Schlesinger va ser l'encarregat de decorar la mansió del ric i prolífic autor de misteri Harlan Thrombey pel film. Decorar la casa d’en Harlan, una veritable casa anomenada Ames Mansion, situada al Parc Estatal de Borderland, Massachusetts, va ser un procés meticulós per a Schlesinger. El decorador, per cadascun dels seus projectes en els quals treballa, té la norma de voler comprar on els personatges comprarien. Com el projecte es va rodar en Boston, és allà on va fer moltes de les compres a llocs com botigues d'antiguitats, col·leccions privades, etc. També aprofitant que el personatge d’en Harlan ha viatjat molt, es van comprar coses de tot arreu.
Diverses obres d’art i dissenys de les finestres de la mansió presenten el motiu “Memento Mori” que representa escenes de la vida quotidiana poblades d’esquelets i cranis. El motiu, traduït aproximadament com “recorda que moriràs” o “recorda que ets mortal”, va ser popular en l'època victoriana i s'utilitzava per recordar als individus que la mort ve per a totes les persones, siguin riques o pobres.
De fet, tota la pel·lícula està plena d'accessoris esgarrifosos, des de cases de nines fins a una escultura feta de ganivets. L'escultura va ser un dels objectes fets expressament per la pel·lícula, com el sofà on Harlan mor en el seu estudi privat, que, originalment, era un conjunt construït i com Rian Johnson volia que es trobés al final de l’habitació, el van haver de modificar perquè encaixés en el lloc.
Hi ha peces i elements inscrits dins del guió i que esdevenen integrals a la història, com el rellotge de corretja, la tassa "My House, My Rules, My Coffee" o el retrat d’en Harlan.
Per poder connectar i conèixer al personatge assassinat de Harlan Thrombey, David Schlesinger va voler que els objectes de la seva casa tinguessin una història. Al principi, va decidir que tots els objectes del Harlan estiguessin vinculats amb els llibres que havia escrit o que haguessin inspirat idees pels llibres. Per això, Schlesinger li va demanar a Rian Johnson, el director del film, que generés una llista de títols per utilitzar-los en la pel·lícula. Schlesinger creu que no es veuen, però afirma que van crear de 60 a 70 llibres que el personatge d’en Harlan hauria escrit. Schlesinger després va comprar objectes relacionats amb els títols dels llibres. Aquesta idea, segons el decorador de conjunts, el va donar motivació per saber què posar en el set de gravació, com tots els llibres de l'estudi privat d’en Harlan, on van posar coses que ells pensaven que realment llegiria o referències que realment faria ús el personatge.
Mentre es rodava l'escena de l’interrogatori amb el personatge de la Linda (Jamie Lee Curtis), es van utilitzar plataformes d'il·luminació especials que semblaven finestres perquè el reflex de les ulleres de Lee Curtis semblés que fos una llum natural filtrant-se a l'habitació.